# Christian E. Christiansen
Christian Erik Christiansen (* 14. Dezember 1972 in Kalundborg) ist ein dänischer Filmregisseur und Filmproduzent.

## Leben und Wirken
Christian Erik Christiansen wuchs in Kalundborg auf. Bis 1988 besuchte er neun Jahre die dortige Folkeskole Rynkevangskolen. Von 1989 bis 1991 lernte er in einer Mathematikklasse am Kalundborg Gymnasium. Ab 1994 arbeitete er in der Filmbranche, zunächst als Produzent von Werbespots und Kurzfilmen. Er spielte auch einige kleine Filmrollen. Von 1997 bis 2001 studierte er Filmproduktion an Den Danske Filmskole.
2005 produzierte Christiansen als ersten abendfüllenden Film die romantische Komödie Nynne. Sie war ein Publikumserfolg in Dänemark und erreichte dort Platz vier der Jahrescharts.
Als Regisseur debütierte Christiansen im Jahr 2006 mit dem Film Råzone, der Mobbing unter Jugendlichen thematisiert. Råzone wurde für mehrere Bodil- und Robert-Preise nominiert. Produzentin des Films war Louise Vesth, mit der Christiansen in den folgenden Jahren noch mehrmals zusammenarbeitete. Ihre erfolgreichste Kooperation war der Kurzfilm Om natten, der von drei krebskranken jungen Frauen handelt, die Weihnachten zusammen im Krankenhaus verbringen. Mit Om natten wurden Christiansen und Vesth 2007 für einen Oscar nominiert. Ihr gemeinsamer Familienfilm Zoomerne (2009) über zwei Jungen, die ihre Mitschüler mit Kameras ausspionieren, lief auf zahlreichen Festivals und gewann zwei Kinderfilmpreise.
2011 erschien Christiansens erste englischsprachige Regiearbeit, der Thriller The Roommate. Er war besonders in den USA kommerziell erfolgreich. Anfang 2012 begann er mit den Dreharbeiten zu seiner zweiten US-Produktion, dem 2014 erschienenen Horrorfilm The Devil’s Hand (auch bekannt unter dem Arbeitstitel Where the Devil Hides).
Im Juli 2013 kehrte Christiansen nach Dänemark zurück und drehte in Aarhus den Film Lev stærkt (internationaler Titel: On the Edge). Er ist ein Sequel zu Råzone und handelt von Jugendlichen, die bei einem illegalen Straßenrennen den Tod eines Mädchens verursachen. Das Drama wurde von Vesth produziert und kam am 26. Juni 2014 in die dänischen Kinos.

## Auszeichnungen (Auswahl)
- 2007: Bodil-Nominierung in der Kategorie Bester dänischer Film für Råzone
- 2007: Robert-Nominierung in der Kategorie Beste Regie für Råzone
- 2008: Oscar-Nominierung in der Kategorie Bester Kurzfilm für Om natten
- 2010: Internationales Filmfestival Schlingel, Europäischer Kinderfilmpreis für Zoomerne
- 2010: Internationales Kinderfilmfestival Wien, Preis der Kinderjury für Zoomerne[7]
- 2015: Robert-Nominierung in der Kategorie Bester Kinder- und Jugendfilm für Lev stærkt

## Filmografie (Auswahl)
Schauspieler
- 1995: Final Hour
- 1998: Der (wirklich) allerletzte Streich der Olsenbande (Olsen-bandens sidste stik)

Produzent
- 1999: Ilddaab (Kurzfilm)
- 2001: Gottlieb (Kurzfilm)
- 2002: Monsteret (Kurzfilm)
- 2005: Nynne

Regisseur
- 2006: Råzone
- 2007: Om natten (Kurzfilm)
- 2008: Dig og mig
- 2008: Mikkel og guldkortet (Fernsehserie, 24 Folgen)
- 2009: Zoomer: Kleine Spione – Große Geheimnisse (Zoomerne)
- 2011: The Roommate
- 2011: ID:A – Identität anonym (ID:A)
- 2014: Lev stærkt
- 2014: The Devil’s Hand
- 2014: Dicte (Fernsehserie, 2 Folgen)
- 2017: En perfekt dag (Kurzfilm)
- 2017–2019: Countdown Copenhagen (Fernsehserie, 7 Folgen)
- 2018: Håbet (Fernseh-Miniserie, 4 Folgen)